# Караванное (Кировская область)
Караванное — село в Тужинском районе Кировской области. Входит в состав Тужинского городского поселения. 

## География
Находится на расстоянии примерно 21 километр по прямой на северо-запад от районного центра поселка Тужа.

## История
Известно с 1852 года как село Верхопижемское при Николаевской церкви (в 1872 году построена новая каменная). В 1873 году учтено дворов 5 и жителей 22, в 1905 9 и 53, в 1926 31 и 70, в 1950 59 и 128. В 1989 году проживало 397 жителей. Нынешнее название утвердилось с 1939 года.

## Население
Постоянное население составляло 236 человек (русские 100%) в 2002 году, 120 в 2010.